# 古賀銀行
古賀銀行（こがぎんこう）は、1885年（明治18年）に佐賀県で創業した銀行である。最盛期には佐賀県で最大の預金残高を有したが、大正時代の恐慌を受け、1933年（昭和8年）に解散した。

## 歴史
佐賀藩の御用商人として蓮池町で両替商を営んでいた古賀善平の嫡男の善兵衛（初代）は、父の善平を頭取に据え、1885年（明治18年）に古賀銀行を創業した。1889年には、山形県酒田市の第七十二国立銀行の営業権を買収して佐賀市に移転し、1893年には古賀銀行を合併した。1898年に、国立銀行から普通銀行に転換し、佐賀銀行に改称した。初代善兵衛は1907年に死去し、二代目善兵衛に引き継がれた。これと相前後して、1906年に本店の新社屋が完成した。1911年（明治44年）末の預金残高は約200万円で、県内最大であった。1913年（大正2年）には「九州の五大銀行」に数えられるほどの成長を遂げる。古賀家の事業は銀行業に加え、善兵衛（二代目）の義弟の春一により、三井財閥と組んで炭鉱業を営んでおり、銀行・電力・セメントなど幅広い事業を営んだ伊丹家、造船業で財を成した深川家とともに「佐賀財閥」の御三家に数えられた。重役には司法官僚で刑法学者の古賀廉造もいた。しかし、1920年以降の恐慌により業績が悪化。1926年には古賀銀行が突如休業し、取り付け騒ぎが起きた。昭和に入り、古賀銀行は1933年に解散に追い込まれ、法人格が消滅した。

## 建築
佐賀市柳町の長崎街道沿いに「旧古賀銀行」として残る建物は1906年（明治39年）に竣工した。設計に当たった舟木右馬之助は佐賀の建築界の重鎮として知られ、佐賀市公会堂や深川造船所の鋳造工場、古賀銀行柳河・神埼支店なども設計した。自身の邸宅は第14回佐賀市景観賞に選定されている。古賀銀行本店は1913年に資本金増資が行われた際に増築されたと推定され、東西方向（長手）に約2倍、南北方向に1.5倍の規模になるとともに、西側に石造の円柱を有する寄棟屋根の玄関ポーチが設置された。竣工当初は和風の漆喰づくりであったが、増築時に煉瓦風タイル張りに改装されたと考えられている。会社解散後は1934年から1954年にかけて佐賀商工会議所、1986年まで佐賀県労働会館、1992年まで全日本自治団体労働組合（自治労）佐賀県本部として利用されたのち佐賀市の所有となり、大正時代の外装・内装に復元された。1995年に佐賀市の文化財に指定。1997年からは周辺の建物とともに佐賀市歴史民俗館として一般開放されている。館内には佐賀県の金融史などに関する資料展示のほか、1階の一部を使い「レストラン&カフェ 浪漫座」が営業しており、時折アーティストの演奏会も開催される。
「旧古賀銀行」の東に隣接する、入母屋造の屋根と50畳の大広間を持つ「旧古賀家」は創業者の古賀善平の邸宅である。1954年に古賀家の手を離れ料亭として営業していたが、1991年に佐賀市の所有となり、料亭時代に改築された部分を1884年の竣工当初の形に復元。1995年に佐賀市の文化財に指定された。古賀銀行創業の地は「旧古賀家」から長崎街道を挟んだ向かいの「旧中村家」で、文化財の指定は受けていないが、「長崎街道・柳町景観形成地区」の文化的価値を有する建物として復元・公開されている。

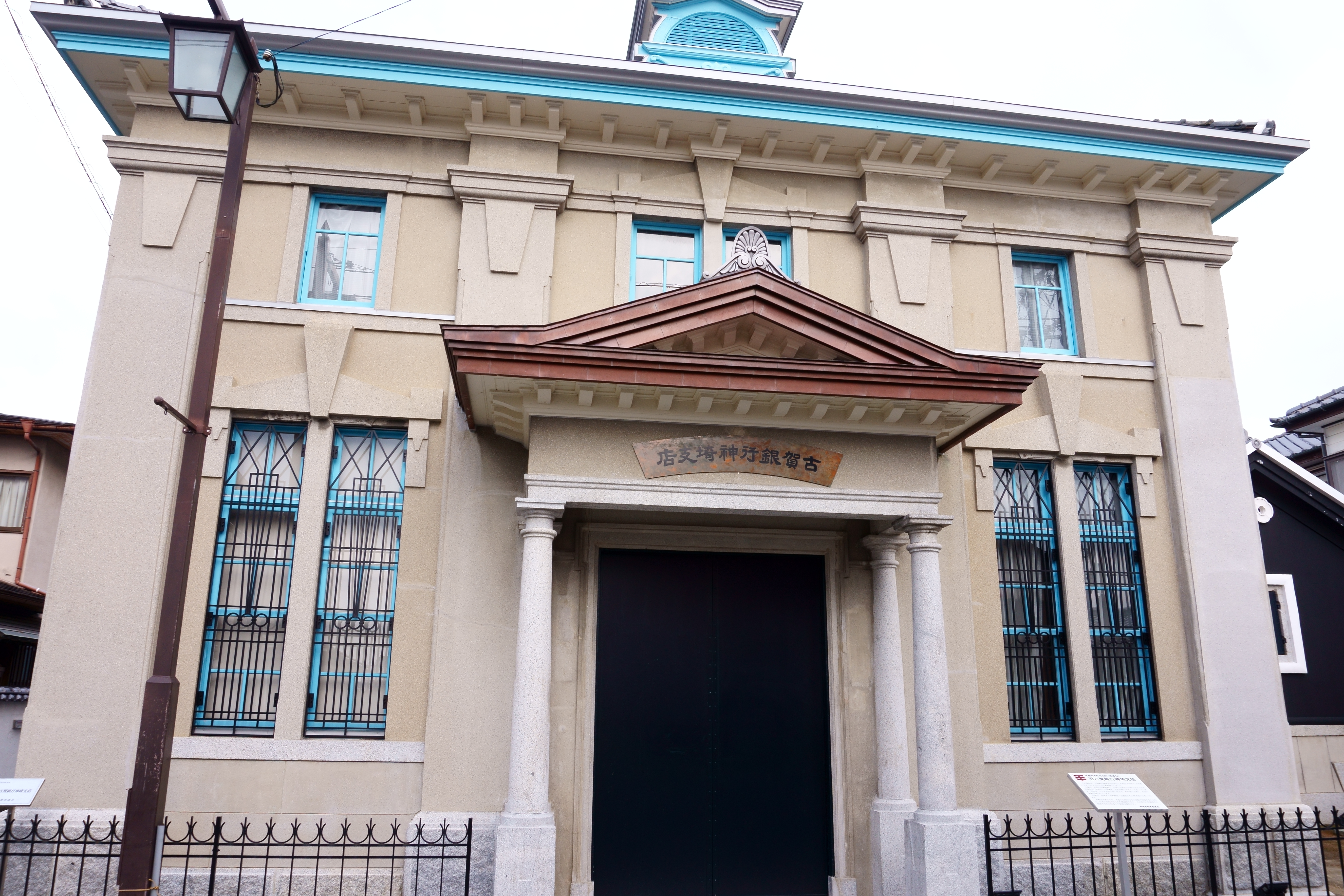
大正時代の姿に復元された旧古賀銀行神埼支店

古賀銀行は、長崎支店、柳河支店に続き1911年に佐賀県神埼町に神埼支店を開設した。1914年に竣工した建物は、古賀銀行解散後は個人の所有に移り産院として、1946年から1997年にかけては歯科医院として利用された。2001年10月には国の登録有形文化財に登録された。2003年からは空き家になり、市民や有志からは歴史的建築物の保存を望む声が上がる。神埼市は観光協会からの寄付を受け、2009年に建物を取得。復元工事ののち、2017年に一般公開された。